# Бабкин, Пётр Андреевич
Пётр Андреевич Бабкин (1922 — 18 июня 1944) — лётчик-штурмовик, гвардии лейтенант, командир звена.
Во время Великой Отечественной войны совершил огненный таран направив самолёт на орудия противника.

## Биография
Родился в 1922 году в д. Старый Березняк Пычасского (ныне Можгинского) района. В 1938 году вступил в комсомол.
В РККА с 1940 года. Летом 1943 года окончил Оренбургское авиационное училище и был направлен в ВВС Черноморского флота.
Лётчик-штурмовик, летал на Ил-2, лейтенант, комсорг второй эскадрильи, командир звена 8-го ШАП 11-й гвардейской штурмовой авиадивизии ВВС Черноморского флота.
В период освобождения Крыма и Севастополя неоднократно участвовал в групповых бомбово-штурмовых ударах.
Как лучшему войну-комсомольцу Бабкину был вручён самолёт Героя Советского Союза Евгения Лобанова.
К июню 1944 года совершил 64 боевых вылета.

«Сам лично тов. Бабкин уничтожил 1 танк, 1 полевое орудие, 12 автомашин, 16 повозок с грузом … до 300 человек гитлеровцев», потопил два понтона Зибель, повредил один торпедный катер, а также «лично сбил самолёт противника Ю-52».— из наградных листов на боевые ордена
В мае 1944 года был переведен на берега Балтики.
18 июня 1944 года при подавлении огня зенитной батареи противника в районе города Выборга был подбит, направил свой горящий самолёт на орудия врага.
Согласно Книге памяти числится пропавшим без вести.

## Награды
Награждён: орденом Красного Знамени (15.04.1944) за 20 боевых вылетов, Отечественной войны 1-й степени (29.04.1944) за 22 боевых вылета, вторым орденом Красного Знамени (30.05.1944) за 20 боевых вылетов.

## Память
Именем Петра Бабкина названа улица деревни Старый Березняк Можгинского района республики Удмуртия.
В 1969 году о лейтенанте П. А. Бабкине удмуртский писатель Г. Ходырев (в соавторстве с В. Голубевым) написал документальную повесть «Орёл» («Ӧрӟи»).